# Cmentarz mennonicki w Mątowach Małych
Cmentarz mennonicki w Mątowach Małych – nekropolia mennonitów zlokalizowana w Mątowach Małych, w dużej odległości od miejscowości (na granicy Pogorzałej Wsi), na wschód, w niewielkim lesie, przy szosie z Miłoradza do Piekła.
Według tablicy informacyjnej na miejscu, na cmentarzu zachowały się: jeden nagrobek z fragmentami steli (w rzeczywistości stoją dwie stele), dwie mogiły wyposażone w betonowe obramowania, płyta bez danych pochowanej osoby i pozostałości sześciu nagrobków. Na jednej ze steli znajduje się ozdobna inskrypcja liternictwem gotyckim upamiętniająca Marię Dych lub Dÿck (1829-1857).

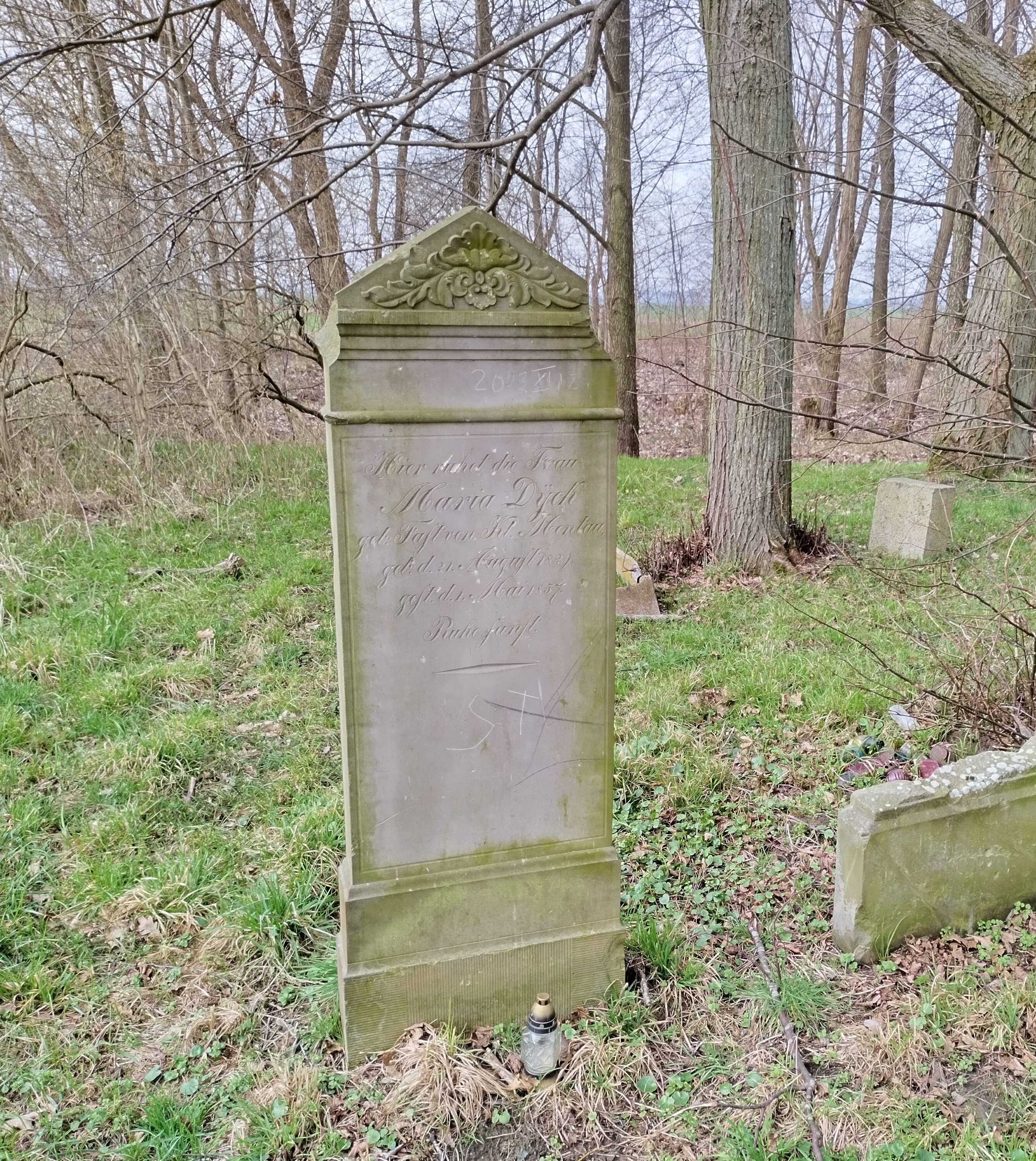
Grób Marii Dych, Mątowy Małe.